# Cumulopuntia rossiana
Cumulopuntia rossiana es una especie de planta suculenta perteneciente al género Cumulopuntia, dentro de la familia Cactaceae. Se distribuye desde Perú hasta el sur de Bolivia y noroeste de Argentina. 

## Descripción
Cumulopuntia rossiana es una especie de cactus de crecimiento bajo que a menudo se ramifica lateralmente y forma cojines o montículos pequeños. Las tallos son articulados y están formados por segmentos con forma de huevo, con la epidermis de color verde grisácea. Son pequeños, regordetes y miden hasta 2 cm de largo. Las hojas son diminutas, suelen ser cilíndricas y se caen prematuramente. 

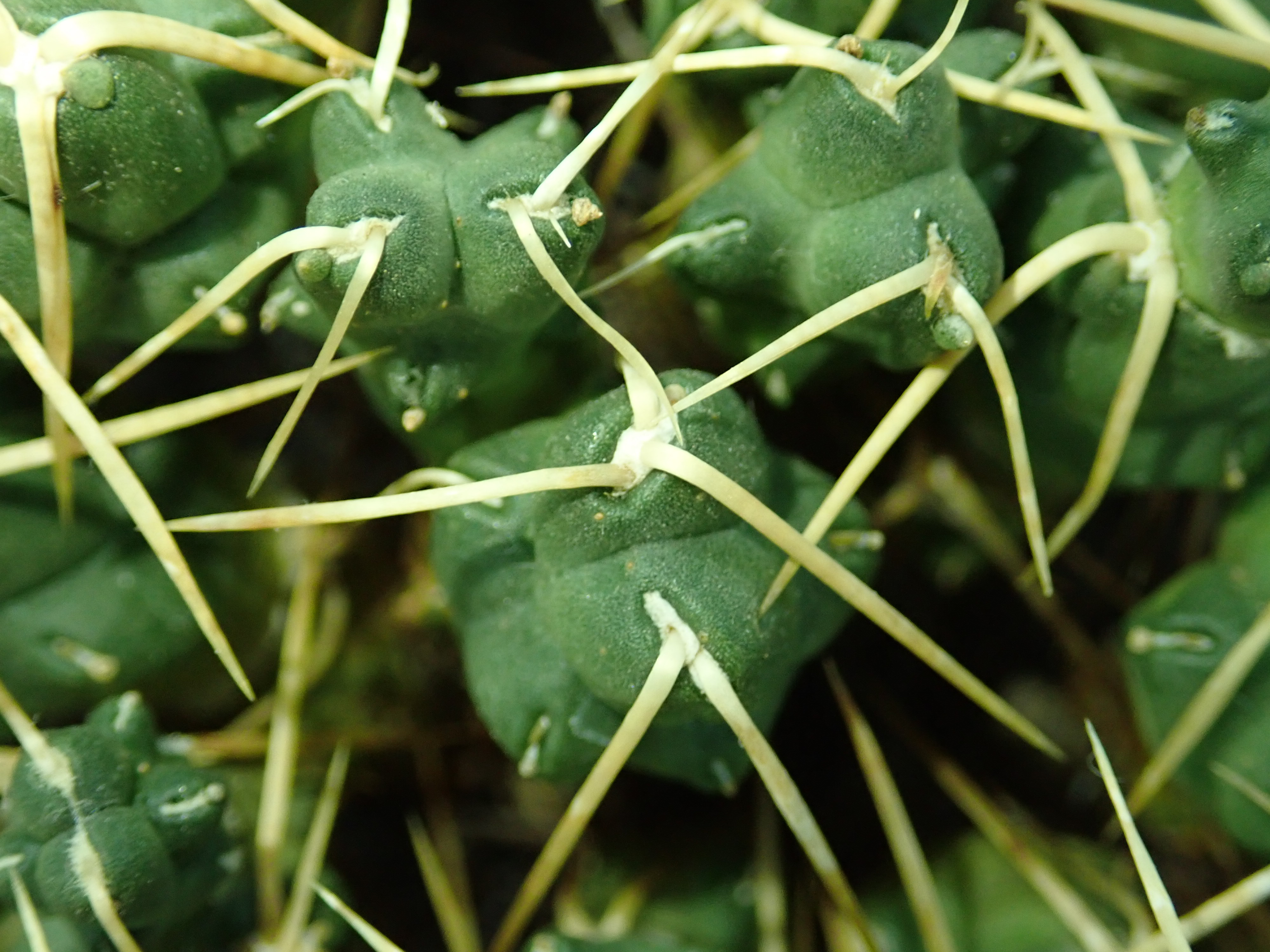
Detalle de los tubérculos y las espinas

Los tallos están cubiertos de tubérculos poligonales muy definidos, sobre los que se asientan de 10 a 15 areolas, sobre todo en la parte superior de los segmentos. Son estrechas, alargadas y de color blanco. Contienen gloquidios, pelos y espinas.
Las espinas sólo están presentan en las areolas superiores que hay cerca de los ápices de los segmentos (las areolas basales no tienen espinas) y su número va de 1 a 6. Son de color blanquecino a marrón y miden hasta 1,5 cm de largo. Son desiguales, fuertes y subuladas. A veces aparecen aplanadas y están curvadas hacia abajo en la base.

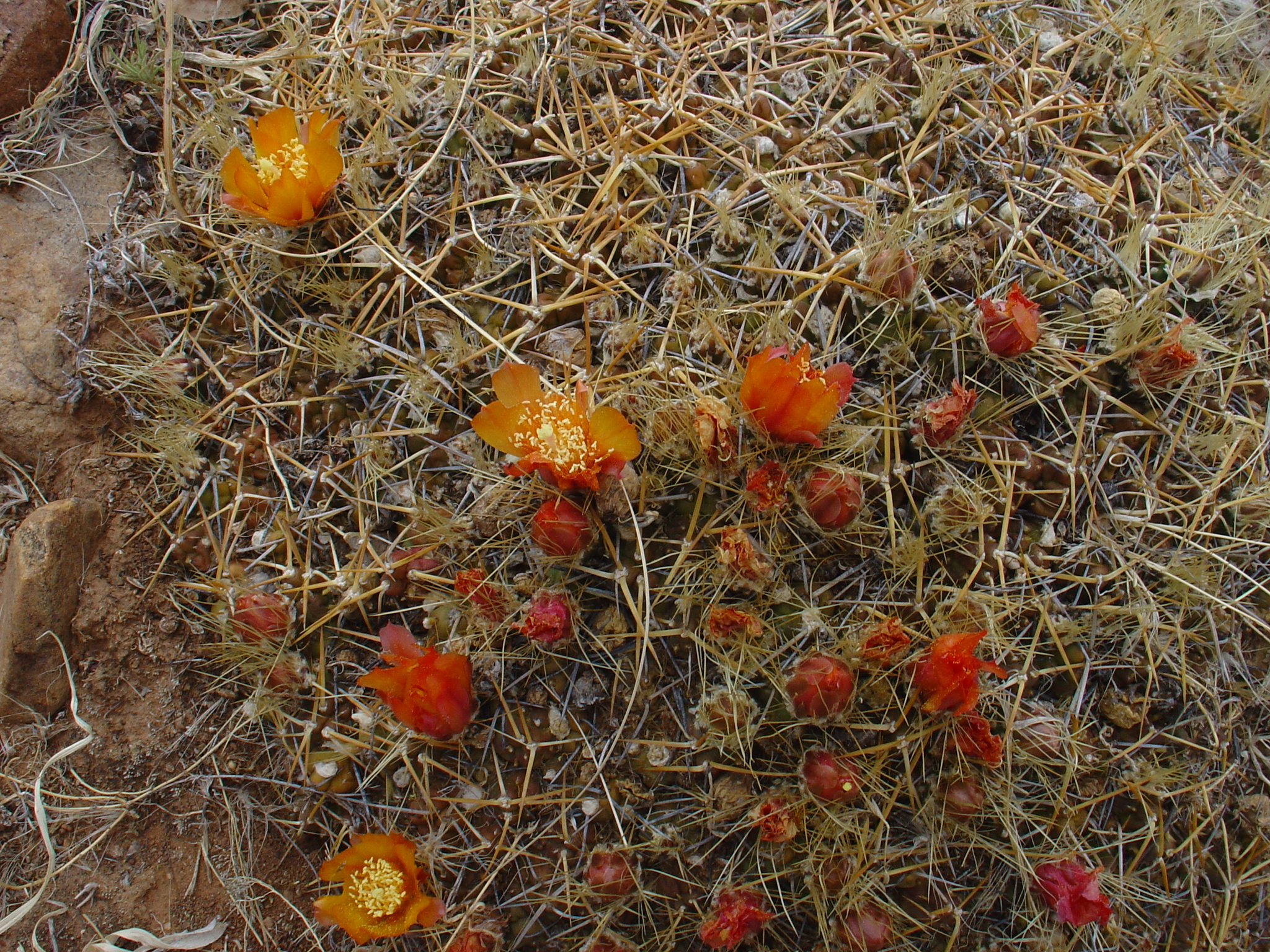
Detalle de las flores

Las flores se cierran por la noche, son de color amarillo, naranja, rojo parduzco o rojo y alcanzan longitudes de hasta 4 cm. El pericarpelo es oblicuamente cónico y está cubierto de areolas a lo largo del margen. De éstas emergen gloquidios y ocasionalmente algunas pequeñas espinas. Los frutos tienen forma de barril, son más anchos que largos y están cubiertos de gloquidios largos.

## Distribución y hábitat
El área de distribución nativa de esta especie abarca desde Perú hasta el sur de Bolivia (en los departamentos de Cochabamba, Chuquisaca, Potosí y Tarijay) y noroeste de Argentina (en las provincias de Jujuy y Salta). Crece principalmente en biomas desérticos o de matorral seco, a elevaciones de 3000 a 4000 metros sobre el nivel del mar.

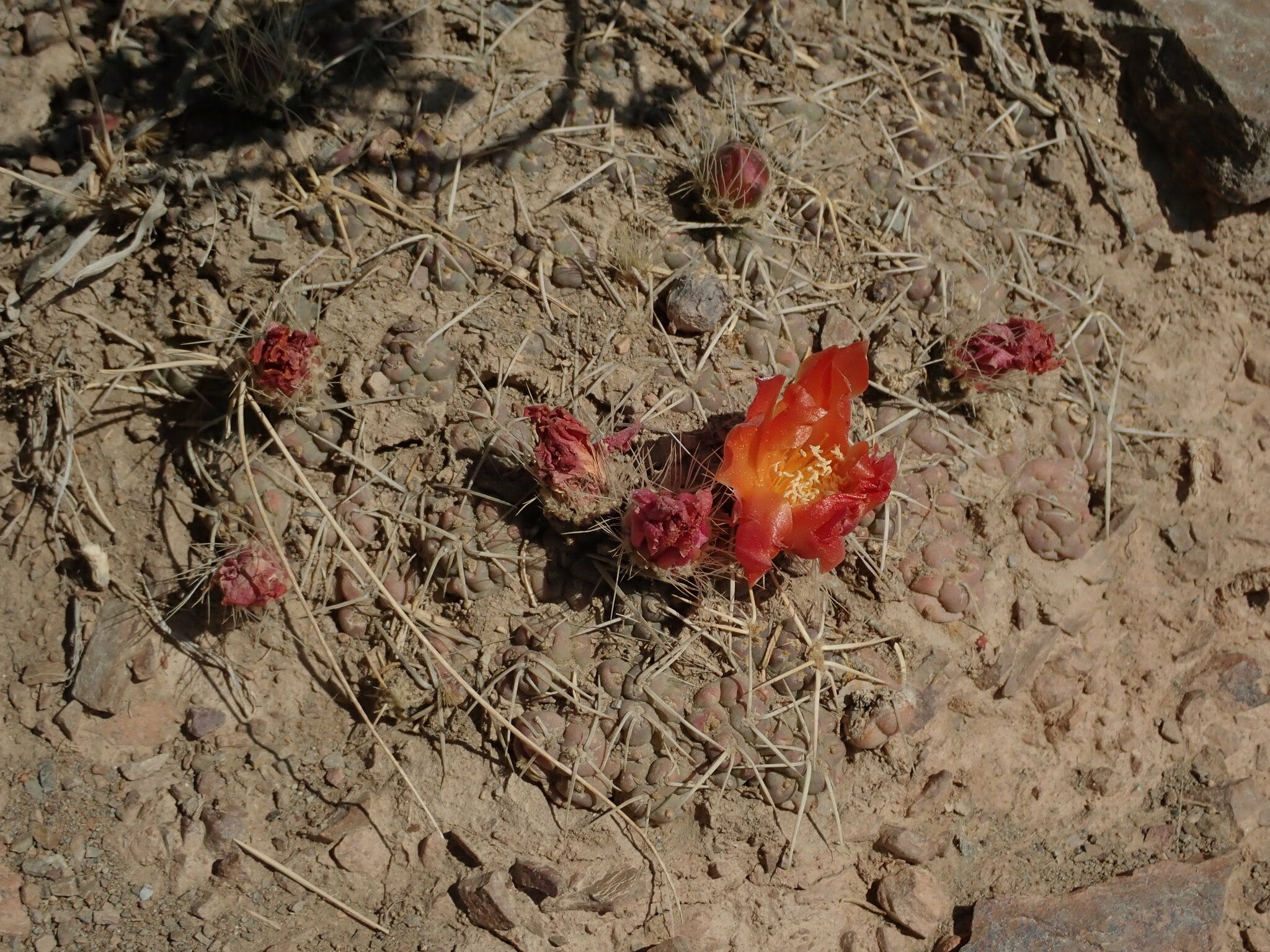
Planta en su hábitat

Se desarrollan tanto en las alturas de las montañas como en las llanuras o praderas cálidas y secas. A pesar de las duras condiciones, que incluyen fuertes heladas prácticamente todas las noches del año, los cactus sobreviven gracias a que forman densas matas "cojinadas".

## Taxonomía
La primera descripción de esta especie fue como Tephrocactus pentlandii var. rossianus, publicada en 1953 por los botánicos Walter Heinrich y Curt Backeberg en la revista científica Cactus (Paris) 38: 250.
Posteriormente, el botánico alemán Friedrich Ritter la elevó a la categoría de especie y la colocó en el género Cumulopuntia, pasando a llamarse Cumulopuntia rossiana y anotando estos cambios en la revista científica Kakteen in Südamerika 2: 486 en el año 1980.
Etimología
- Cumulopuntia: nombre genérico formado por dos palabras: el sustantivo latino cumulus (que significa 'cúmulo', 'montón' o 'masa amontonada') y el género Opuntia, (con el que el género tiene similitudes), haciendo referencia al crecimiento de la planta en forma de montones de tallos apilados.
- rossiana: epíteto específico otorgado en honor al jardinero alemán Georg Ross (1887-1963), propietario de un vivero de cactus en Bad Krozingen.[5]

## Estado de conservación

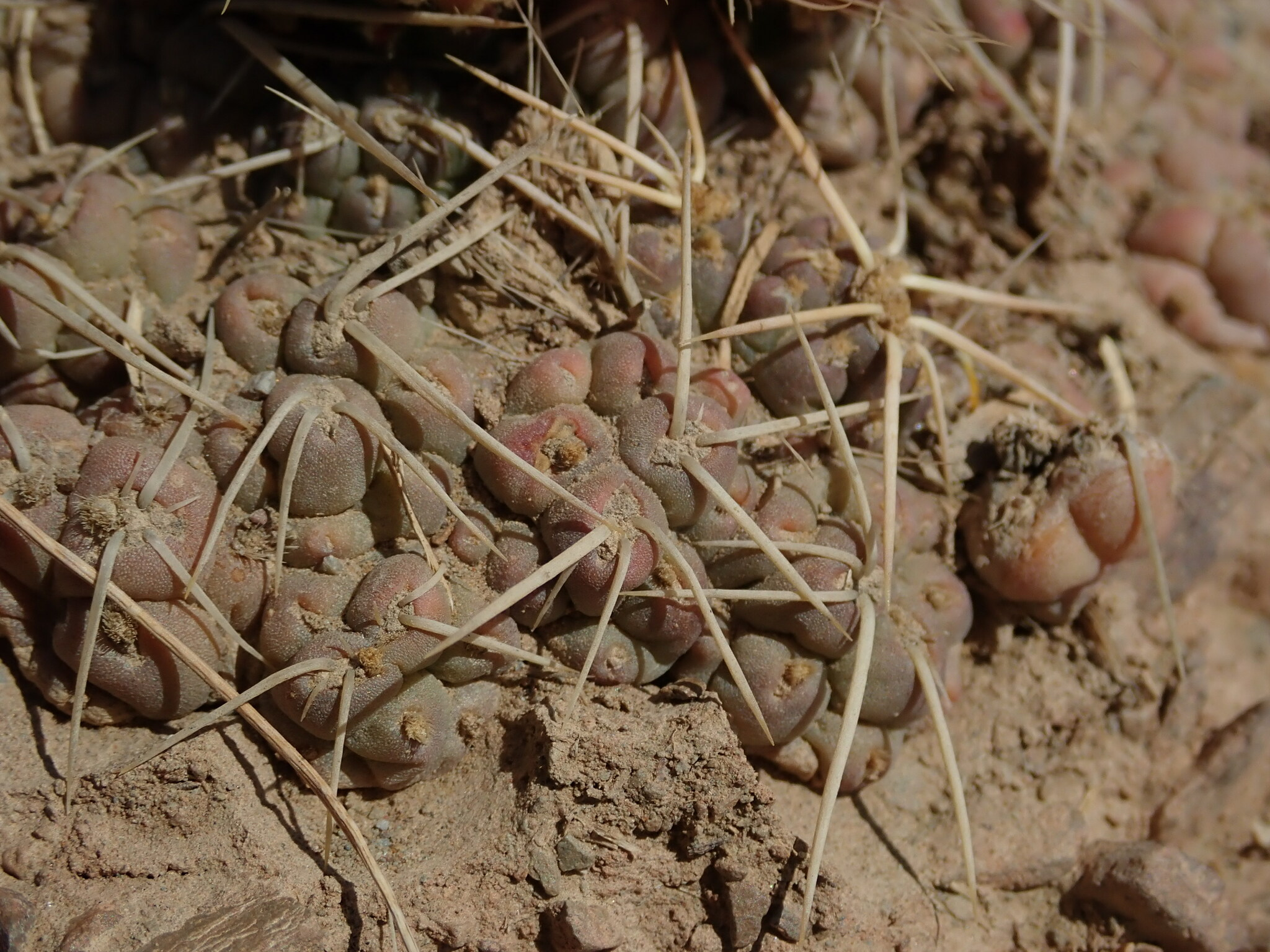
Detalle de sus espinas

En la Lista Roja de Especies Amenazadas de la UICN, la especie está clasificada como de “Preocupación Menor (LC)”.
No se conocen amenazas importantes para la conservación de esta especie, aunque algunas poblaciones se ven afectadas por las agricultura de subsistencia, ya que los campos en los que crece la especie son arados y las plantas son arrancadas del suelo.

## Usos
Se cultiva principalmente como planta ornamental y su propagación se realiza a través de esquejes.
No soporta el calor constante y necesita de un lugar absolutamente aireado y soleado. Se debe utilizar una mezcla de compost con buen drenaje y las maceta debe de ser profunda, para así acomodar su gran raíz pivotante.